# Língua tigré
A língua tigreia ou língua tigré (ትግረ, tigre ou ትግሬ, tigrē IPA: [tɨgɾe]; também conhecida como xasa no Sudão, no alfabeto árabe ألخاصية, ḫāṣiyah) é uma língua semítica pertencente à família etiópica setentrional, sendo assim próxima à língua ge'ez e à língua tigrínia. É falada por aproximadamente 800 mil pessoas na Eritreia, contando ainda com um reduzido grupo de falantes no Sudão. É a língua falada pelo povo tigré e é utilizada como segunda língua por parte do povo nara. A língua, os falantes e o território do Tigrés não devem ser confundidos com o povo tigrínio, que também vive na Eritreia e que fala a língua tigrínia, nem com a região de Tigré, na Etiópia.
O tigré é uma das nove línguas reconhecidas oficialmente na Eritreia, cuja constituição prevê que a "igualdade entre todas as línguas eritreias é garantida". A língua está no nível 4 da escala EGIDS, que mede o grau de desenvolvimento e perigo de extinção de uma língua. Nessa posição, a língua é tida como sem perigo de extinção, sendo utilizada institucionalmente, para além das famílias e comunidades.
Desde o século XIX, a língua tigré tem sido escrita no alfabeto ge'ez, utilizado em outras línguas etiópicas como o tigrínia e o amárico. Essa escrita foi introduzida por missionários suecos para traduzir a Bíblia nessa língua. No entanto, por questões políticas e religiosas, muitos tigrés muçulmanos preferem o uso do alfabeto árabe.

## Etimologia
Não há informações precisas em relação à origem do nome da língua tigré. Sabe-se que há outros povos, línguas e locais com nomes parecidos nessa região, na Eritreia e na Etiópia. O povo tigrinya, cuja língua tem o mesmo nome, é a etnia mais populosa da Eritreia; eles vivem bem próximo aos tigrés e pertencem à mesma família linguística. Há ainda a região de Tigré (tigray), no norte da Etiópia, na qual vivem os tigrinya etíopes, conhecidos na Etiópia como tigray. Esses nomes semelhantes levam a confusões entre as etnias e regiões.

## Distribuição
O tigré é falado na região da costa do Mar Vermelho e nas planícies do norte e do oeste da Eritreia, além de uma pequena parcela de falantes no Sudão. Essa é uma região onde a prática do multilinguismo é muito comum, o que faz com que o tigré seja a segunda língua de pessoas de outros grupos étnicos da região.
Há uma grande variedade de dialetos do tigré. O mais documentado e que serviu de base para as primeiras pesquisas linguística e registros escritos da língua é o dialeto do subgrupo étnico Mensaʿ. Outros dialetos incluem os do subgrupo Ḥabāb e o da cidade de Gindaʿ, na região do Mar Vermelho Setentrional. 
A língua dahalik, falada no arquipélago de dalaque, já foi considerada um dialeto do tigré, mas hoje acredita-se que sejam línguas distintas. O grau de inteligibilidade mútua entre os dialetos do tigré é de cerca de 91%, enquanto a inteligibilidade entre o dahalik e o tigré varia entre 24 e 51%, a depender do dialeto.
O tigré é a língua viva mais próxima do ge'ez, língua litúrgica da Igreja Ortodoxa Eritreia e Etíope. A similaridade léxica entre as duas línguas é de 71%. Outra língua com bastante influência no tigré é o árabe, tanto pela presença de grupos cuja primeira língua é o árabe na Eritreia e em países próximos (especialmente o Sudão), quanto pelo uso do árabe nos rituais e orações do islamismo, religião da vasta maioria do povo tigré. Há um grande número de empréstimos linguísticos do árabe no tigré, inclusive em palavras da lista de Swadesh. Além do léxico, a língua árabe também influenciou aspectos morfológicos e fonológicos do tigré, como na faringealização de consoantes ejetivas e na formação dos diminutivos. 

## Fonologia
Para a representação dos sons na língua tigré, esse artigo usa, no geral, um sistema que é comum (embora não universal) entre linguistas que estudam as línguas semíticas da Etiópia, mas difere um pouco das convenções do alfabeto fonético internacional. Quando o símbolo no IPA for diferente, este será indicado no quadro entre colchetes.
A língua tigré é uma língua acentual, portanto, não apresenta tom.

### Consoantes
O inventário consonantal do tigré conta com 25 fonemas.
|            | Bilabial | Labiodental | Dental / Alveolar | Pós-alveolar | Palatal | Velar  | Faríngea | Glotal |
| ---------- | -------- | ----------- | ----------------- | ------------ | ------- | ------ | -------- | ------ |
| Plosiva    | b        |             | t d tʼ            |              |         | k ɡ kʼ |          | ʔ      |
| Africada   |          |             |                   | t͡ʃ d͡ʒ t͡ʃʼ    |         |        |          |        |
| Nasal      | m        |             | n                 |              |         |        |          |        |
| Vibrante   |          |             | r                 |              |         |        |          |        |
| Fricativa  |          | f           | s z sʼ            |              | ç       |        | ħ ʕ      | h      |
| Semivogais | w        |             |                   |              | j       |        |          |        |
| Lateral    |          |             | l                 |              |         |        |          |        |

As consoantes /ṭ/, /ḳ/, /ṣ/, e /č̣/ são ejetivas, ou seja, consoantes surdas pronunciadas fechando simultaneamente a glote. O fonema /ḳ/ tem como alofones [k], [k̚] (o diacrítico ◌̚ indica uma consoante sem realização audível, que é articulada, mas não se percebe o fim da oclusão), [q], [q̚] ou [ʔ] quando aparece em sílabas átonas.
| Fonemas    | Fones      | Significado  |
| ---------- | ---------- | ------------ |
| /aḳfāl/    | [ʉk'fæːl]  | segmentos    |
| /ḥaḳo-hā/  | [haqoˈhæː] | então        |
| /ḳawməyat/ | [ʔomˈjæt]  | grupo étnico |

A oclusiva glotal ʾ [ʔ] pode não ser realizada em sequências vocálicas átonas, como no caso da sequência /aʾa/ e da sequência /ā ʾə/ (com a oclusiva glotal em início de palavra). Nesses casos, a sequência é realizada como [a] ou [æ], ou, ainda, como [ɞ] após a semivogal [w]. 
| Fonemas               | Fones                | Significado                 |
| --------------------- | -------------------- | --------------------------- |
| /ga⁠ʾa/                | [ɡæː]                | (isso) foi                  |
| /wa- ʾarəyšoni/       | [wɞɾɨˈʃoni]          | ou laranja                  |
| /nətfanātā ʾəngabbiʾ/ | [nɨtfæˈnatænɡæbˈbiʔ] | nós estamos sendo separados |

### Vogais
O inventário vocálico do tigré conta com sete fonemas.
|         | Anterior | Central   | Posterior |
| ------- | -------- | --------- | --------- |
| Fechada | i        | ə [ɨ]     | u         |
| Média   | e        |           | o         |
| Aberta  |          | a, ā [a:] |           |

As vogal /i/, /e/, /o/ e /u/ são realizadas como [i], [e], [o] e [u] respectivamente.
A vogal ə é realizada, normalmente, como [ɨ]. Ela pode surgir em um processo de epêntese, entre uma consoante plosiva e /r/. Os nomes próprios tigré e tigrinya são exceções a essa regra.
| Fonemas    | Fones        | Significado |
| ---------- | ------------ | ----------- |
| /madrasat/ | [mæɡɨɾɪ'sæt] | escola      |
| /ḳadra/    | [ɾædɨɾæ]     | ele é capaz |

O fonema /a/ tende a ser realizado como [æ], enquanto /ā/ normalmente é realizado como [a] ou [æ:] (o diacrítico : indica maior duração da vogal). O fonema /a/ sofre processo de assimilação e se realiza como [a] quando precedido de uma consoante faríngea ou glotal, comoʿ [ʕ] e ḥ [ħ]. 
| Fonemas    | Fones      | Significado        |
| ---------- | ---------- | ------------------ |
| /salas/    | [sælæs]    | três               |
| /ḥamalmāl/ | [ħamælmal] | (nome de um lugar) |
| /ləbān/    | [lʉˈbæːn]  | incenso            |

## Ortografia

### Sistema de escrita ge'ez (etiópico)
Os falantes nativos do tigré nunca desenvolveram ou adotaram um sistema de escrita. A implementação da escrita para o idioma começou por iniciativa de missionários protestantes suecos, que buscavam evangelizar os povos tigré, de maioria muçulmana. Foi utilizada uma adaptação do sistema de escrita ge'ez, o alfabeto utilizado para a escrita da língua amárica, língua oficial da Etiópia, e da língua tigrinya, a mais falada na Eritreia.
O sistema de escrita ge'ez é um abugida, ou seja, as letras são todas consoantes e a notação das vogais é feita por meio de diacríticos ou pequenas alterações gráficas na consoante.
O fonema /ɐ/ não é encontrado nas gramáticas da língua tigré. Provavelmente, os caracteres que representam sílabas com esse fonema foram mantidos do sistema original, criado para representar a língua ge'ez.
|          | ä [ɐ] | u | i | aː | e | ə[ɨ]/∅ | o | exemplo de som                                                          |
| h        | ሀ     | ሁ | ሂ | ሃ  | ሄ | ህ      | ሆ | rápido, no dialeto mineiro                                              |
| l        | ለ     | ሉ | ሊ | ላ  | ሌ | ል      | ሎ | lâmpada                                                                 |
| ḥ [ħ]    | ሐ     | ሑ | ሒ | ሓ  | ሔ | ሕ      | ሖ | carro, porém com a base da língua contra a faringe                      |
| m        | መ     | ሙ | ሚ | ማ  | ሜ | ም      | ሞ | mente                                                                   |
| r        | ረ     | ሩ | ሪ | ራ  | ሬ | ር      | ሮ | perro, em espanhol                                                      |
| s        | ሰ     | ሱ | ሲ | ሳ  | ሴ | ስ      | ሶ | sapato                                                                  |
| š [ʃ]    | ሸ     | ሹ | ሺ | ሻ  | ሼ | ሽ      | ሾ | xícara                                                                  |
| ḳ [kʼ]   | ቀ     | ቁ | ቂ | ቃ  | ቄ | ቅ      | ቆ | carro, acompanhado de uma pausa glotal                                  |
| b        | በ     | ቡ | ቢ | ባ  | ቤ | ብ      | ቦ | barriga                                                                 |
| t        | ተ     | ቱ | ቲ | ታ  | ቴ | ት      | ቶ | tampa                                                                   |
| č [tʃ]   | ቸ     | ቹ | ቺ | ቻ  | ቼ | ች      | ቾ | tchau                                                                   |
| x        | ኀ     | ኁ | ኂ | ኃ  | ኄ | ኅ      | ኆ | arte, no dialeto carioca                                                |
| n        | ነ     | ኑ | ኒ | ና  | ኔ | ን      | ኖ | nariz                                                                   |
| ∅/ʔ [ʔ]  | አ     | ኡ | ኢ | ኣ  | ኤ | እ      | ኦ | a pausa na expressão de negação "ãhn-ãhn"                               |
| k        | ከ     | ኩ | ኪ | ካ  | ኬ | ክ      | ኮ | carro                                                                   |
| w        | ወ     | ዉ | ዊ | ዋ  | ዌ | ው      | ዎ | aval no português brasileiro                                            |
| ʕ        | ዐ     | ዑ | ዒ | ዓ  | ዔ | ዕ      | ዖ | dormir, em alguns dialetos, porém com a base da língua contra a faringe |
| z        | ዘ     | ዙ | ዚ | ዛ  | ዜ | ዝ      | ዞ | casa                                                                    |
| ž [ʒ]    | ዠ     | ዡ | ዢ | ዣ  | ዤ | ዥ      | ዦ | janela                                                                  |
| y [j]    | የ     | ዩ | ዪ | ያ  | ዬ | ይ      | ዮ | cuia                                                                    |
| d        | ደ     | ዱ | ዲ | ዳ  | ዴ | ድ      | ዶ | dente                                                                   |
| j [dʒ]   | ጀ     | ጁ | ጂ | ጃ  | ጄ | ጅ      | ጆ | James, em inglês                                                        |
| ɡ        | ገ     | ጉ | ጊ | ጋ  | ጌ | ግ      | ጎ | gota                                                                    |
| t’ [tʼ]  | ጠ     | ጡ | ጢ | ጣ  | ጤ | ጥ      | ጦ | torre, acompanhado de uma pausa glotal                                  |
| c’ [tʃʼ] | ጨ     | ጩ | ጪ | ጫ  | ጬ | ጭ      | ጮ | tchau, acompanhado de uma pausa glotal                                  |
| s’ [sʼ]  | ጸ     | ጹ | ጺ | ጻ  | ጼ | ጽ      | ጾ | sapo, acompanhado de uma pausa glotal                                   |
| f        | ፈ     | ፉ | ፊ | ፋ  | ፌ | ፍ      | ፎ | foca                                                                    |
| p        | ፐ     | ፑ | ፒ | ፓ  | ፔ | ፕ      | ፖ | perna                                                                   |
| k’w      | ቈ     |   | ቊ | ቋ  | ቌ | ቍ      |   | carro, acompanhado de uma pausa glotal e seguido de [w]                 |
| xw       | ኈ     |   | ኊ | ኋ  | ኌ | ኍ      |   | arte, no dialeto carioca, seguido de [w]                                |
| kw       | ኰ     |   | ኲ | ኳ  | ኴ | ኵ      |   | quando                                                                  |
| gw       | ጐ     |   | ጒ | ጓ  | ጔ | ጕ      |   | água                                                                    |

### Sistema de escrita arábe
Parte do povo tigré prefere o uso do alfabeto árabe para escrever o tigré por motivos históricos, políticos e religiosos. A maioria da população é muçulmana e valoriza a língua árabe, presente na liturgia islâmica. Além disso, a escrita ge'ez é associada ao amárico, à Igreja Ortodoxa Etíope e, portanto, aos tempos de domínio etíope sobre o atual território da Eritreia, quando o amárico era ensinado nas escolas e as línguas locais eram desvalorizadas. Desse modo, o uso do sistema de escrita ge'ez é visto como uma forma de apagamento da identidade islâmica e eritreia dos tigré.
|          | caracteres árabes | exemplo de som                                                          |
| h        | ه                 | rápido, no dialeto mineiro                                              |
| l        | ل                 | lâmpada                                                                 |
| ḥ [ħ]    | ح                 | carro, porém com a base da língua contra a faringe                      |
| m        | م                 | mente                                                                   |
| r        | ر                 | perro, em espanhol                                                      |
| s        | ج                 | sapato                                                                  |
| š [ʃ]    | ش ; س             | xícara                                                                  |
| ḳ [kʼ]   | ق                 | carro, acompanhado de uma pausa glotal                                  |
| b        | ب                 | barriga                                                                 |
| t        | ت                 | tampa                                                                   |
| č [tʃ]   | ڛ                 | tchau                                                                   |
| x        | خ                 | arte, no dialeto carioca                                                |
| n        | ن                 | nariz                                                                   |
| ∅/ʔ [ʔ]  | ا                 | a pausa na expressão de negação "ãhn-ãhn"                               |
| k        | ك                 | carro                                                                   |
| w        | و                 | aval no português brasileiro                                            |
| ʕ        | ع                 | dormir, em alguns dialetos, porém com a base da língua contra a faringe |
| z        | ز ; ذ ; ظ         | casa                                                                    |
| ž [ʒ]    | ژ                 | janela                                                                  |
| y [j]    | ج ; ي             | cuia                                                                    |
| d        | د ; ض             | dente                                                                   |
| j [dʒ]   | ج                 | James, em inglês                                                        |
| ɡ        | غ                 | gota                                                                    |
| t’ [tʼ]  | ط                 | torre, acompanhado de uma pausa glotal                                  |
| c’ [tʃʼ] | ڟ                 | tchau, acompanhado de uma pausa glotal                                  |
| s’ [sʼ]  | ص                 | sapo, acompanhado de uma pausa glotal                                   |
| f        | ف                 | foca                                                                    |
| p        | پ                 | perna                                                                   |

## Gramática

### Pronomes

#### Pronomes pessoais
Os pronomes pessoais do tigré variam de acordo com gênero (exceto na primeira pessoa) e número.
| singular | singular             | plural | plural                 |
| tigré    | português            | tigré  | português              |
| -------- | -------------------- | ------ | ---------------------- |
| ʾana     | eu                   | ḥəna   | nós                    |
| ʾənta    | tu, você (masculino) | ʾəntum | vós, vocês (masculino) |
| ʾənti    | tu, você (feminino)  | ʾəntən | vós, vocês (feminino)  |
| hətu     | ele                  | hətom  | eles                   |
| həta     | ela                  | hətan  | elas                   |

#### Pronomes genitivos
O pronome nay indica posse ou características de um nome, de forma semelhante ao caso genitivo do inglês com a partícula 's.
| šaʿab nay təgra    | o povo tigré         |
| əmtəḥān nay mātrik | o exame de matrícula |
| la-ʿəmer nayna     | nossa idade          |

Outros pronomes genitivos, que têm função semântica semelhante aos pronomes possessivos do português, são sufixais, ou seja, adicionados no fim de um nome ou preposição.
| pessoas | singular | plural |
| ------- | -------- | ------ |
| 1ª      | -ye, -y  | -na    |
| 2ª Masc | -ka      | -kum   |
| 2ª Fem  | -ki      | -kən   |
| 3ª Masc | -u       | -om    |
| 3ª Fem  | ā        | -an    |

O pronome sufixal da primeira pessoa do singular pode se modificar dependendo da última letra da palavra à qual ele se junta. -ye é usado na maioria dos casos, mas após uma vogal, a partícula se reduz para -y, e seguida de /t/ ela forma -če. 
| nomes    | significado | nomes sufixados | significado     |
| -------- | ----------- | --------------- | --------------- |
| kətāb    | livro       | kətābye         | meu livro       |
| ḥāl      | tio materno | ḥālye           | meu tio materno |
| morā     | palito      | morāy           | meu palito      |
| ʿəntāt   | olhos       | ʿəntāče         | meus olhos      |
| mankinat | carro       | mankinače       | meu carro       |

### Substantivos
As raízes nominais no tigré são formadas por consoantes apenas. Essas raízes consonantais são preenchidas com vogais e combinadas a afixos para formar nomes.
| raiz consonantal | tigré    | português | tigré    | português   |
| ---------------- | -------- | --------- | -------- | ----------- |
| ʾ-b-n            | ʾəbən    | pedra     | ʾəbbanāy | pedregoso   |
| b-z-ḥ            | bəzuḥ    | muitos    | mabzəḥ   | a maioria   |
| d-r-s            | madrasat | escola    | darsa    | ele recitou |

#### Gênero
O gênero gramatical é marcado geralmente pelas partículas -t ou -at. No entanto, alguns nomes femininos não têm marcação de gênero, como ṣaḥay ("sol") e ʾəm ("mãe"). Nesses casos, o gênero pode ser marcado por pronomes.
| tigré   | português                 |
| ------- | ------------------------- |
| šaybat  | mulher de cabelo grisalho |
| ʿammat  | tia paterna               |
| ğabanat | garrafa de café           |
| ʾəssit  | mulher                    |

Em casos em que um nome masculino tem uma estrutura CVCVC, ao passar para o gênero feminino a estrutura fonológica muda para CVCC-at. Processo semelhante ocorre com a adição de pronome sufixal feminino.
| nome masc. | português                 | nome fem. | português                 |
| ---------- | ------------------------- | --------- | ------------------------- |
| kaləb      | cachorro                  | kalbat    | cadela                    |
| šayəb      | pessoa de cabelo grisalho | šaybat    | mulher de cabelo grisalho |
| kətəb      | livro                     | kətbā     | livro dela                |

#### Número
Os nomes plurais no tigré são classificados como externos ou internos. Os plurais externos têm marcação de número por meio de sufixação. No geral, são adicionados os sufixos -āt ou -otāt, mas há exceções, como -āč e -āyt, usados para marcar o plural em af (boca) e āč (pai).
| singular | plural   | português                    |
| -------- | -------- | ---------------------------- |
| suḳ      | suḳāt    | mercado(s)                   |
| ʾəm      | ʾəmmāt   | mãe(s)                       |
| ḥāl      | ḥālotāt  | tio(s) materno(s)            |
| šayəb    | šaybotāt | homem(ns) de cabelo grisalho |

Os plurais internos são caracterizados por perda ou alteração das vogais. Por vezes, são acompanhados por alteração, perda ou adição de sufixos (normalmente perda do sufixo -at ou -t  ou adição do sufixo -t) ou pela adição do prefixo -ʾa. Podem ser acompanhados por geminação das consoantes, também.
| singular | plural   | português    |
| -------- | -------- | ------------ |
| ḳəbər    | ʾaḳbər   | sepultura(s) |
| ʾəbən    | ʾəban    | pedra(s)     |
| kaləb    | kəlāb    | cachorro(s)  |
| ḥarmāz   | ḥaramməz | elefante(s)  |
| dəmmu    | damammit | gato(s)      |
| algat    | ʾālug    | bebê(s)      |

Em ambos os tipos de plural, objetos ou seres não humanos são gramaticalmente considerados como singulares, ou seja, a concordância de verbos e pronomes com eles se dá na forma singular. Nos plurais externos não humanos, o gênero do nome singular nem sempre é o mesmo do plural. Nos internos não humanos, o gênero é sempre masculino.

### Verbo

#### Tempo, modo e aspecto
Há quatro formas verbais conjugadas por pessoa, número e gênero, que compreendem tempo, modo e/ou aspecto. Essas formas são o perfectivo, o imperfectivo, o jussivo e o imperativo. A partir de formas compostas e uso de verbos auxiliares, é possível formular sentenças em tempos, modos e aspectos distintos, como o futuro e o aspecto contínuo. 
Como nas raízes dos nomes no tigré, a conjugação de tempo, modo e aspecto são determinadas pela organização das consoantes nas palavras. 
|              | estrutura da base verbal                                                                    | exemplo             | português              |
| ------------ | ------------------------------------------------------------------------------------------- | ------------------- | ---------------------- |
| perfectivo   | CVCC- (seguido de sufixo iniciado em vogal) CVCV- (seguido de sufixo iniciado em consoante) | ḳatla; ḳatalko      | ele matou; eu matei    |
| imperfectivo | -CVCCVC- (consoante geminada) -CVCC-                                                        | ləḳatlo; ləḳattəllo | eles matam; ele o mata |
| jussivo      | -CCVC-                                                                                      | təḳtali             | que você (fem.) mate   |
| imperativo   | -C(ə)CVC-                                                                                   | ḳətal               | mate (você, masc.)     |

O perfectivo pode indicar o pretérito perfeito ou, em verbos intransitivos, verbos de estado no presente. O imperfectivo indica, normalmente, o tempo presente, e em alguns dialetos do tigré pode se referir também ao futuro. O jussivo aparece quase sempre em formas compostas para o futuro ou para possibilidade, desejo ou causalidade (de forma semelhante ao modo subjuntivo no português). O imperativo é usado para ordens, instruções ou conselhos, sempre na segunda pessoa.
Formas compostas podem ser construídas a partir das quatro conjugações. Por exemplo, a construção "ʾəgəl (para, por) + jussivo + verbo de ligação" é usada como tempo futuro em alguns dialetos.
ṭabʿan ʾana ʾab bun ʾəgəl ʾəthāga tu
agora eu sobre café vou-falar
Agora, vou falar sobre café
Outra forma composta possível é "imperfectivo + halla (há, existe) ou ʿala (houve, existiu)" para o aspecto contínuo, respectivamente no presente e no passado.
ḥuye ʾaza maṣṣəʾhalla
meu-irmão agora ele-está-vindo
Meu irmão está vindo
mən ʾəlla bet ʾənfaggər hallena
de essa sala nós-estamos-saindo
Nós estamos saindo dessa sala

### Sentença
A sintaxe da língua tigré é influenciada por traços incorporados das línguas cuxíticas, além de características gerais das línguas semíticas. Essa mistura de influências na organização da sentença ocorre também em outras línguas próximas ao tigré, como o tigrinya e o amárico.
As sentenças seguem, no geral, uma ordem sujeito-objeto-verbo (SOV).
ṭabʿan ʾana ʾab bun ʾəgəl ʾəthāga tu
agora eu sobre café vou-falar
Agora, vou falar sobre café.
ḥuyeʾaza maṣṣəʾ halla
meu-irmão agora ele-está-vindo
Meu irmão está vindo agora.
ṣaḥay faggər hallet
so dem.-fem.-está nascendo
O sol está nascendo.

## Vocabulário

### Conto
O texto "O conto dos dois donos de burros" está presente em uma das únicas coletâneas de textos tigré escritos no alfabeto ge'ez, e não transcritos foneticamente, que é a coletânea "Publications of the Princeton Expedition to Abyssinia", do linguista Enno Litmann, de 1910. Nessa publicação, há contos, canções e listas de expressões. Os textos foram traduzidos para o inglês e o alemão.

ክልኦት ፡ እናስ ፡ ሕድ ፡ ትከበተው ፡ እት ፡ ገበይ ። ወክል ፡ ምኖ ም : አድግ : ዐላ ፡ እሉ ። ከለሰብ ፡ እግል ፡ ሕድ ትሳለመው ። ለአዱ ግ ፡ ሀዬ ፡ እት ፡ አፍ ፡ ሕድ ፡ እንዶ ፣ ደነው ፤ እግል ፡ ሕድ ፡ ጼነው። ወለዎሮት ፡ እናስ ፡ እግል ፡ ለመለሀዩ ፡ ትሰአላ ፡ እት ፡ ልብል ፣ ሕና ዲ ፡ እግል ፡ ሕድ ፡ ትሳለምና ፡ ለአዱግ ፡ ሀዬ ፡ እግል ፡ ሚ እት አ ፍ ፡ ዐድ ፡ ሕድ ፡ ደነው ፡ ለሀይ ፡ ሀዬ ፡ በልሳ ፡ እቱ እሊ ኢተአም ር ፧ አዱግ ፡ ዎሮት ፡ አድግ ፡ ፈዳብ ፡ እት ፡ ረቢ ፡ ልእካም ፡ ሀለው፤ እቱ ፡ እግል ፡ ልጥራዕ ፡እሎም በሀለት ረቢ ምን ሐንቴ አዳም፡ ሐራ ፡ እግል ፡ ለፍግሮም ። ከለአድግ ፡ ለትለአካ አቅበላ ማ ኢፋ ሉ ፧ እንዶ ፡ ቤለው ፡ እግል ፡ ሕድ ፡ ልሸአሎ ፡ ሀለው፣ ቤሎ ። ከአዱ ግ ፡ ኩሉ ፡ እብላ ፡ ጋሪት ፡ እግል ፡ ሕድ ፡ እት፡ ልሰአል እት አፍ፡ ሕድ ፡ ደንን ፤ ልትበሀል ። እብሊ ፡ ድግም ፡ ልትርኤ ፤ ክላ ፡ ለፍጥረ ት ፡ ሐራ ፡ ክም ፡ ትሰፍለል ።
Tradução:
Dois homens se encontraram em uma estrada; cada um deles tinha um burro. Então, os homens se cumprimentaram: os burros, também, colocando seus narizes juntos e cheirando um ao outro. E um dos homens perguntou a seu companheiro "Nós nos cumprimentamos. Por que os burros também juntaram suas cabeças?". O outro homem o respondeu: "Você não sabia disso? Os burros enviaram um burro forte para o Senhor para queixar-se diante dEle que o Senhor deve libertá-los da tirania dos homens. Agora eles perguntam um ao outro dizendo 'O burro mensageiro voltou ou não?'". E diz-se que todos os burros perguntam sobre esse assunto aproximando suas bocas. Nesse conto se vê que toda criatura anseia por liberdade.

### Lista de maldições da língua tigré
Essa lista contém algumas das maldições listadas também na coletânea "Publications...". A lista completa tem mais de 300 maldições.
| tigré        | português                                     |
| ------------ | --------------------------------------------- |
| ሀድፍ አባይ ግባእ  | Encontre o inimigo inesparadamente!           |
| ሀክብ አባይ ሊዴ   | Que Ele faça você ser procurado pelo inimigo! |
| ሁህ እት ትብል ጊስ | Vá tossir!                                    |
| ሁሉብ ወቱኩስ ግባእ | Fique cheio de cicatrizes e ferimentos!       |
| ሁዱል ወዑቁል ግባእ | Que suas mãos e pés sejam amassados!          |